# Straumgjerde
Straumgjerde este o localitate din comuna Sykkylven, provincia Møre og Romsdal, Norvegia, cu o suprafață de 0,47 km² și o populație de 495 locuitori (2013).